# Csapat északi összetett az 1992. évi téli olimpiai játékokon
Az 1992. évi téli olimpiai játékokon az északi összetett csapatversenyét február 16-án és 17-én rendezték Les Saisies-ben. A versenyt a japán csapat nyerte meg. Magyar csapat nem vett részt a versenyszámban.

## Eredmények
A csapatok versenyzői síugrásban normálsáncról egyenként három ugrást teljesítettek. Ugrásonként a csapatok pontjaiba minden versenyző eredményét beszámították. Az ugrásonkénti csapatpontszámok dőlt betűvel olvashatóak.
Az összesítésnél minden versenyzőnek csak a két legjobb ugrását vették figyelembe. A figyelembe nem vett pontszámok zárójelben olvashatóak. Az összesített csapatpontszámot a versenyzők két legjobb ugrásainak összege adta, ezek vastag betűvel olvashatóak.
Az összesített pontszámokat csapatonként időhátrányokra számították át. 0,1 pont különbség 0,5 másodperc hátrányt jelentett. A 3 × 10 km-es sífutásban a csapatok első versenyzői az első helyezetthez viszonyított időhátrányok szerint rajtoltak, a célba érkezés sorrendje határozta meg a végeredményt.
A távolságadatok méterben, az időeredmények másodpercben értendők.

### Síugrás, normálsánc
| Hely. | Nemzet                                                                            | 1. ugrás       | 1. ugrás                   | 2. ugrás       | 2. ugrás                 | 3. ugrás       | 3. ugrás                 | Össz. (pont)            | Időhátrány |
| Hely. | Nemzet                                                                            | Táv.           | Pont                       | Táv.           | Pont                     | Táv.           | Pont                     | Össz. (pont)            | Időhátrány |
| ----- | --------------------------------------------------------------------------------- | -------------- | -------------------------- | -------------- | ------------------------ | -------------- | ------------------------ | ----------------------- | ---------- |
| 1.    | Japán (JPN) · Mikata Reiicsi · Kóno Takanori · Ogivara Kendzsi                    | 79,0 75,5 90,0 | 268,9 (86,3) (76,7) 105,9  | 89,0 80,0 88,5 | 318,3 112,5 93,1 112,7   | 89,5 86,0 81,0 | 314,3 115,0 105,9 (93,4) | 645,1 227,5 199,0 218,6 | –          |
| 2.    | Ausztria (AUT) · Klaus Ofner · Stefan Kreiner · Klaus Sulzenbacher                | 84,5 84,0 82,5 | 287,8 (99,6) (91,8) (96,4) | 84,5 80,5 82,5 | 304,8 106,8 95,9 102,1   | 85,0 83,0 83,5 | 310,8 105,8 99,6 105,4   | 615,6 212,6 195,5 207,5 | +2:27      |
| 3.    | Németország (GER) · Hans-Peter Pohl · Jens Deimel · Thomas Dufter                 | 80,5 93,5 81,0 | 286,2 (88,7) 114,0 (83,5)  | 82,5 86,0 76,5 | 295,8 102,1 108,2 85,5   | 85,0 84,5 80,5 | 303,4 105,3 (103,5) 94,6 | 609,7 207,4 222,2 180,1 | +2:57      |
| 4.    | Egyesült Államok (USA) · Joe Holland · Tim Tetreault · Ryan Heckman               | 80,5 82,5 86,5 | 277,9 (87,2) 90,9 99,8     | 85,0 75,5 82,0 | 285,3 105,1 (81,9) 98,3  | 85,0 81,0 80,0 | 290,5 103,8 93,4 (93,3)  | 591,3 208,9 184,3 198,1 | +4:29      |
| 5.    | Franciaország (FRA) · Francis Repellin · Sylvain Guillaume · Fabrice Guy          | 74,5 77,5 75,5 | 241,2 (77,1) (84,4) (79,7) | 75,5 80,0 84,0 | 288,5 86,9 95,6 106,0    | 77,5 82,0 83,0 | 289,9 90,3 95,5 104,1    | 578,4 177,2 191,1 210,1 | +5:33      |
| 6.    | Norvégia (NOR) · Knut Tore Apeland · Fred Børre Lundberg · Trond Einar Elden      | 71,0 83,0 79,5 | 247,8 (66,5) 94,7 86,6     | 77,5 79,0 81,0 | 280,3 89,1 (92,5) 98,7   | 80,5 84,0 68,5 | 268,2 96,6 104,2 (67,4)  | 569,9 185,7 198,9 185,3 | +6:16      |
| 7.    | Finnország (FIN) · Pasi Saapunki · Jari Mantila · Teemu Summanen                  | 74,5 80,0 84,5 | 260,6 (75,1) (86,9) 98,6   | 72,0 79,0 80,0 | 261,9 75,3 93,0 (93,6)   | 78,0 85,5 80,5 | 294,3 91,1 106,6 96,6    | 561,2 166,4 199,6 195,2 | +6:59      |
| 8.    | Csehszlovákia (TCH) · Josef Kovařík · Milan Kučera · František Máka               | 66,5 83,5 81,0 | 247,8 (59,3) 97,5 91,0     | 74,0 80,0 79,0 | 272,6 82,5 (96,6) 93,5   | 74,5 81,5 79,0 | 272,9 83,5 98,7 (90,7)   | 546,7 166,0 196,2 184,5 | +8:12      |
| 9.    | Egyesített Csapat (EUN) · Andrej Dundukov · Szergej Svagirev · Valerij Sztoljarov | 79,5 83,0 77,5 | 265,2 (87,1) 94,7 (83,4)   | 81,5 77,5 70,5 | 262,0 98,0 90,1 73,9     | 80,5 79,0 74,5 | 268,8 95,1 (89,7) 84,0   | 545,3 193,1 184,8 167,4 | +8:19      |
| 10.   | Észtország (EST) · Ago Markvardt · Peter Heli · Allar Levandi                     | 76,0 68,0 78,0 | 226,9 (81,5) (61,2) (84,2) | 75,0 75,5 80,5 | 265,4 85,1 83,4 96,9     | 82,5 73,0 75,5 | 260,5 98,3 77,6 84,6     | 525,9 183,4 161,0 181,5 | +9:56      |
| 11.   | Svájc (SUI) · Hippolyt Kempf · Andreas Schaad · Marco Zarucchi                    | 77,0 76,5 76,0 | 236,9 78,6 (79,3) 79,0     | 72,0 78,5 69,5 | 235,3 (74,8) 90,7 (69,8) | 75,5 80,5 81,0 | 273,6 82,6 94,1 96,9     | 521,9 161,2 184,8 175,9 | +10:16     |

### 3 × 10 km-es sífutás
| Helyezés | Nemzet                                                                            | Időh.  | Sífutás idő                       | Sífutás hely. | Összesítés |
| -------- | --------------------------------------------------------------------------------- | ------ | --------------------------------- | ------------- | ---------- |
| Arany    | Japán (JPN) · Mikata Reiicsi · Kóno Takanori · Ogivara Kendzsi                    | –      | 1:23:36,5 28:22,5 28:40,2 26:33,8 | 6.            | 1:23:36,5  |
| Ezüst    | Norvégia (NOR) · Knut Tore Apeland · Fred Børre Lundberg · Trond Einar Elden      | +6:16  | 1:18:46,9 26:22,8 26:19,7 26:04,4 | 1.            | 1:25:02,9  |
| Bronz    | Ausztria (AUT) · Klaus Ofner · Stefan Kreiner · Klaus Sulzenbacher                | +2:27  | 1:22:49,6 27:56,6 28:34,2 26:18,8 | 3.            | 1:25:16,6  |
| 4.       | Franciaország (FRA) · Francis Repellin · Sylvain Guillaume · Fabrice Guy          | +5:33  | 1:20:19,0 27:27,0 26:28,8 26:23,2 | 2.            | 1:25:52,0  |
| 5.       | Németország (GER) · Hans-Peter Pohl · Jens Deimel · Thomas Dufter                 | +2:57  | 1:25:24,9 28:01,2 29:53,5 27:30,2 | 8.            | 1:28:21,9  |
| 6.       | Csehszlovákia (TCH) · Josef Kovařík · Milan Kučera · František Máka               | +8:12  | 1:24:29,2 27:47,8 29:37,8 27:03,6 | 7.            | 1:32:41,2  |
| 7.       | Finnország (FIN) · Pasi Saapunki · Jari Mantila · Teemu Summanen                  | +6:59  | 1:25:44,3 27:15,5 30:23,1 28:05,7 | 9.            | 1:32:43,3  |
| 8.       | Egyesült Államok (USA) · Joe Holland · Tim Tetreault · Ryan Heckman               | +4:29  | 1:28:15,8 29:44,9 28:48,6 29:42,3 | 10.           | 1:32:44,8  |
| 9.       | Észtország (EST) · Ago Markvardt · Peter Heli · Allar Levandi                     | +9:56  | 1:23:20,9 28:17,8 28:06,9 26:56,2 | 4.            | 1:33:16,9  |
| 10.      | Svájc (SUI) · Hippolyt Kempf · Andreas Schaad · Marco Zarucchi                    | +10:16 | 1:23:22,4 27:24,2 27:43,4 28:14,8 | 5.            | 1:33:38,4  |
| 11.      | Egyesített Csapat (EUN) · Andrej Dundukov · Szergej Svagirev · Valerij Sztoljarov | +8:19  | 1:29:38,2 28:35,2 30:39,6 30:23,4 | 11.           | 1:37:57,2  |